# Peter Wiechmann
Peter Wiechmann (* 29. Oktober 1939 in Bunzlau, Schlesien; † 11. Januar 2020) war ein deutscher Redakteur, Comicautor und Übersetzer.

## Leben
Wiechmann, Sohn eines Chefredakteurs und einer Redakteurin, floh 1945 mit seiner Familie nach Eschwege, dem Geburtsort seiner Mutter. Nach der Schulausbildung absolvierte er eine Lehre als Schriftsetzer. Während seines Wehrdienstes war Wiechmann als Reporter für eine Soldatenzeitung tätig. Danach war Wiechmann unter anderem als freier Mitarbeiter für verschiedene Zeitungen tätig, bevor er zu Rolf Kauka wechselte, wo er anfangs für die Zeitschrift Lupo modern verantwortlich war und später diverse neue Zeitschriften etablierte, wie zum Beispiel das Magazin Primo, die Serien Capitan Terror (Esteban Maroto, Ramón Solá, Josep Gual),  Andrax (Jordi Bernet), Manila (Romero), Kuma (Rafael Mendez) und Dietrich von Bern (Rafael Mendez). Dazu zählt auch das Sparkassen-Comicheft Knax, das Wiechmann 1974 zusammen mit dem Zeichner Erwin Frick erfand.
Nach einem kurzen Gastspiel bei Zack ging Wiechmann um 1978 in die Selbständigkeit. Für das Gimmick-Magazin Yps entwickelte er die Serien Thomas der Trommler (Josep Gual, Juan Sarompas), Hombre (Rafael Mendez), Bens Bande (Josep Martí) und Mister Melone (Adolfo Garcia Fernandez). Er gründete das Creativ-Studio Comicon in München, um mit spanischen Zeichnern im Auftrag von Verlagen Comics zu produzieren. In den 1980er Jahren wurde Comicon nach Barcelona verlagert.
2004 kehrte Wiechmann zurück nach Deutschland und gab zusammen mit Andreas Mergenthaler bei Cross Cult Comic-Bücher heraus, unter anderem die Andrax-Werkausgabe (Kauka), Dietrich von Bern und Thomas der Trommler. Die zweibändige Ausgabe von Hombre wurde in Lizenz nach Frankreich, Skandinavien, Italien und Griechenland verkauft. Etwas vor dieser Zeit entstanden die Autobiographie Wiechmanns über seine Kindheit und Jugend Feuer & Flamme, der illustrierte Erzählband Erinnerungen sind Geschichten (mit vielfarbigen Linolschnitten von Klaus Eberlein) und 2013 Vagabundos en Camino.